# TextMate
TextMate – jeden z najpopularniejszych edytorów tekstowych zorientowany dla programisty działający pod systemem OS X. Zawiera gotową bibliotekę makr i podstawowych bloków kodu (snippets) dla wielu języków programowania.
Istnieje również odpowiednik TextMate na platformę Microsoft Windows: E - TextEditor.